# Listă de conducători ai Bosniei

Evoluția teritorială a Bosniei medievale

Aceasta este o listă de conducători ai Bosniei care conține bani și regi ai Bosniei medievale.

## Primii conducători (1082–1136)
- Ștefan, duce al Bosniei, din casa Vojislavljević. Domnie: 1082–1101

## Banatul Bosniei(1154–1377)

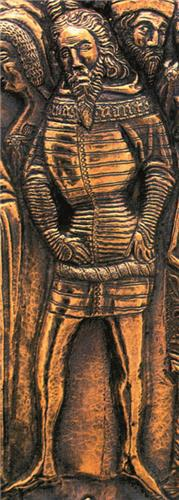
Paul I Šubić de Bribir

- Ban Borić, dinastia Borićević, domnie 1154–1163
- Ban Kulin, dinastia Kulinić, domnie 	1180–1204
- Ștefan Kulinić, dinastia Kulinić, domnie 1204–1232
- Matej Ninoslav, dinastia Kulinić, domnie 1232–1253
- Prijezda I, dinastia Kotromanić, domnie 1254–1287
- Prijezda al II-lea, dinastia Kotromanić, domnie 1287–1290
- Ștefan I, dinastia Kotromanić, domnie 1287–1314 (ca Bosniae dominus, l-a numit pe fiul său Mladen I Šubić ca ban al Bosniei)
- Paul I Šubić de Bribir; dinastia Šubić, domnie 1305–1312 (ca Bosniae dominus)
- Mladen al II-lea Šubić de Bribir; dinastia Šubić, domnie 1312–1322
- Ștefan al II-lea, dinastia Kotromanić, domnie 1322–1353
- Tvrtko I al Bosniei, dinastia Kotromanić, domnie 1353–1366
- Vuk, dinastia Kotromanić, domnie 1366–1367
- Tvrtko I, dinastia Kotromanić, a doua domnie 1367–1377

## Regatul Bosniei(1377–1463)

Toți regii bosniaci au adăugat onorificul Ștefan (sau Stevan, Stjepan) la numele lor de botez la urcarea pe tron.
- Tvrtko I al Bosniei, din casa Kotromanić, rege 26 octombrie 1377 – 10 martie 1391
- Dabiša al Bosniei, din casa Kotromanić, rege 10 martie 1391 – 8 septembrie 1395
- Jelena Gruba a Bosniei, din casa Nikolić, regină din 8 septembrie 1395 – 1398
- Ștefan Ostoja al Bosniei, din casa Kotromanić, rege 1398 - 1404 și 1409 - 1418
- Ștefan Ostojić al Bosniei, rege 1418–1421
- Tvrtko al II-lea al Bosniei, rege  1404–1409 și 1421 – noiembrie 1443
- Radivoj, anti-rege (pretendent) 1432–1435
- Ștefan Tomaș al Bosniei, din casa Kotromanić, rege  1443 – 10 iulie 1461
- Ștefan Tomašević (Tomașevici) al Bosniei, din casa Kotromanić, rege 10 iulie 1461 – 5 iunie 1463